# Jimma
Jimma és la principal ciutat del sud-oest d'Etiòpia a la regió d'Oròmia Anteriorment fou capital de la província de Kaffa, fins que el sistema d'estats-regions va abolir les províncies. La seva població és de 159.009 (2005) que eren 88.867 el 1994. La ciutat és seu d'una universitat, un aeroport (Aba Segud, codi ICAO HAJM, codi IATA JIM), el palau reial i diversos mercats.

## Història
Poblada inicialment per l'ètnia sidama, al segle xvi van arribar els galla (oromo). Es va fundar el regne de Jimma o Djimma que va tenir capital a Jiren, avui un barri de Jimma. El nom original de la ciutat fou Hirmata i va tenir importància al segle xix com estació de caravanes entre Shoa i Kaffa i per ser a només 10 km del palau del rei. El 1932 la monarquia fou abolida. Amb l'arribada dels italians la ciutat es va desenvolupar cap al riu Awetu, i van afavorir l'islam per contrarestar la influència dels cristians.